# Roberto De Francesco
Roberto De Francesco (Caserta, 2 de marzo de 1964) es un actor y cineasta italiano.

## Biografía
De Francesco nació en el municipio de Caserta en 1964. Su primera formación actoral tuvo lugar en el Teatro Studio di Caserta de Toni Servillo, y posteriormente asistió al Centro Experimental de Cine. Inició su carrera en la década de 1980, registrando una aparición en el telefilme de Giuseppe Piccioni Blek el gigante. A partir de entonces ha actuado en largometrajes, series de televisión y obras de teatro, y ha dirigido sus propios cortometrajes.
Ha conseguido nominaciones a los premios David de Donatello y Ciak d'oro, y en 2011 obtuvo la cinta de plata en los Nastro d'argento como miembro del reparto de la película Noi credevamo.

## Filmografía

### Cine
- Il grande Blek, de Giuseppe Piccioni (1987)
- Nulla ci può fermare, de Antonello Grimaldi (1988)
- Bankomatt, de Villi Hermann (1988)
- Visioni private (1990), de Ninni Bruschetta
- Evelina e i suoi figli, de Livia Giampalmo (1990)
- Tracce di vita amorosa, de Peter Del Monte (1990)
- Una fredda mattina di maggio (1990)
- Il portaborse, de Daniele Luchetti (1991)
- Ladri di futuro, de Enzo Decaro (1991)
- Morte di un matematico napoletano, de Mario Martone (1992)
- Nessuno, de Francesco Calogero (1992)
- Nulla ci può fermare, de Antonello Grimaldi (1992)
- Lettera da Parigi, de Ugo Fabrizio Giordani (1992)
- L'amico (1994)
- Piccoli orrori, de Tonino De Bernardi (1994)
- Il verificatore, de Stefano Incerti (1995)
- La seconda volta, de Mimmo Calopresti (1995)
- L'estate di Bobby Charlton (1995)
- Hotel Paura, de Renato De Maria (1996)
- Il cielo è sempre più blu, de Antonello Grimaldi (1996)
- Cinque giorni di tempesta, de Francesco Calogero (1997)
- La parola amore esiste, de Mimmo Calopresti (1998)
- Teatro di guerra, de Mario Martone (1998)
- Appassionate, de Tonino De Bernardi (1999)
- La stanza del figlio, de Nanni Moretti (2001)
- L'uomo in più, de Paolo Sorrentino (2001)
- Nemmeno in un sogno, de Mimmo Calopresti (2002)
- E io ti seguo, de Maurizio Fiume (2003)
- L'inquilino di via Nikoladze (2005)
- Basta un niente (2006)
- Lascia perdere, Johnny!, de Fabrizio Bentivoglio (2007)
- Piano, solo (2007)
- Noi credevamo, de Mario Martone (2010)
- Se sei così ti dico sì (2011)
- Habemus Papam, de Nanni Moretti (2011)
- Il venditore di medicine, de Antonio Morabito (2013)
- Miele, regia di Valeria Golino (2013)
- Neve, regia di Stefano Incerti (2014)
- Le ultime cose, de Irene Dionisio (2016)
- Mamma o papà?, de Riccardo Milani (2017)
- Il colore nascosto delle cose, de Silvio Soldini (2017)
- Loro, de Paolo Sorrentino (2018)
- Capri-Revolution, de Mario Martone (2018) - cameo
- Il sindaco del rione Sanità, de Mario Martone (2019)
- Hammamet, de Gianni Amelio (2020)
- Qui rido io, de Mario Martone (2021)
- Ariaferma, de Leonardo Di Costanzo (2021)
- È stata la mano di Dio, de Paolo Sorrentino (2021)

### Televisión
- La bugiarda (1989)
- Una fredda mattina di maggio (1990)
- La vita che verrà (1999)
- Sabato, domenica e lunedì (2005)
- La Omicidi (2004)
- Cefalonia (2005)
- Assunta Spina (2006)
- Rebecca la prima moglie (2008)
- Tutti pazzi per amore (2008)
- Volare - La grande storia di Domenico Modugno (2013)
- Romanzo siciliano (2016)
- Di padre in figlia (2017)
- Non uccidere (2018)
- 1994 (2019)